# Dietrich von Werthern (der Aufklärende)
Dietrich von Werthern (familienintern auch Dietrich XIII. von Werthern-Frohndorf), (* 22. April 1613 in Frohndorf; † 17. Oktober 1658 in Dresden) war kursächsischer Geheimer Rat, Bergrat und Obersteuereinnehmer.

## Leben
Dietrich von Werthern stammte aus dem Adelsgeschlecht von Werthern. Er war der älteste Sohn des Georg von Werthern (1581–1636), dem Oberlandeshauptmann von Thüringen und Stifter der Beichlingen’schen Hauptlinie des Adelsgeschlechts. Seine Mutter war Eleonore von Hoym-Ermsleben (1582–1622). Gemeinsam mit seinen Brüdern Christoph und Wolfgang besuchte er die Universitäten Erfurt, Leipzig (1628–1631) und Straßburg, wo er sein Jura-Studium absolvierte. Im Anschluss bereisten sie von 1631 bis 1634 Frankreich, wo sie in Angers abermals studierten. Nach dem Tode seines Bruders Christoph kehrte Werthern über England und die Niederlande 1635 in seine Heimat zurück.
Er trat in den kursächsischen Staatsdienst ein und begann mit kursächsischen Hof- und Regierungsämtern. Am 15. November 1636 wurde er als Appellationsrat vereidigt. Es schlossen sich 1648 das Ämter des Kammerdirektors und Bergrats an, bevor er zum Geheimen Rat ernannt wurde. Ab  1655 war er kursächsischer Obersteuereinnehmer. Nach dem Tod seines Vaters 1636 wurde er Träger des Titels Kaiserlicher Reichs-Erb-Kammerthürhüter.
Mit dem durch seine Heirat erlangten Vermögen erwarb er u. a. die Güter Eythra, Nehmitz, Tristewitz und Buchwalde. Diese gelangten nach seinem Tod über seine Tochter an Johann Georg von Rechenberg.
Unter dem Gesellschaftsnamen Der Aufklärende wurde er 1645 als Mitglied in die Fruchtbringende Gesellschaft aufgenommen (Nr. 430).

## Familie
Dietrich von Werthern heiratete 1607 Catharine Sophie von Schönberg, die Tochter seiner Stiefmutter Rahel von Schönberg, geborene von Einsiedel (seit 1625 in zweiter Ehe mit Georg von Werthern verheiratet). Der Vater seiner Ehefrau war Hans Dietrich von Schönberg (1557–1622).
Aus der Ehe ging die Tochter Rahel (1640–17. Januar 1677) hervor.
| Personendaten    | Personendaten                                                |
| ---------------- | ------------------------------------------------------------ |
| NAME             | Werthern, Dietrich von                                       |
| ALTERNATIVNAMEN  | Werthern-Frohndorf, Dietrich XIII von (vollständiger Name)   |
| KURZBESCHREIBUNG | kursächsischer Geheimer Rat, Bergrat und Obersteuereinnehmer |
| GEBURTSDATUM     | 22. April 1613                                               |
| GEBURTSORT       | Frohndorf                                                    |
| STERBEDATUM      | 17. Oktober 1658                                             |
| STERBEORT        | Dresden                                                      |